# Pic de Comalestorres
El Pic de Comalestorres o de Coma les Torres, és una muntanya que es troba en el terme municipal de la Vall de Boí, a l'Alta Ribagorça; i dins el Parc Nacional d'Aigüestortes i Estany de Sant Maurici.

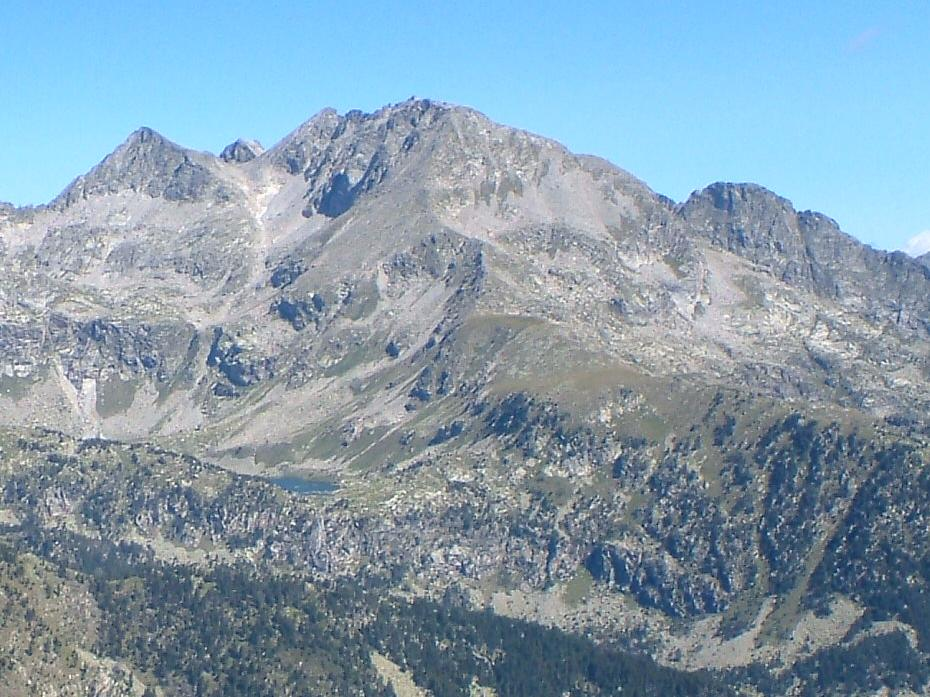
El massís del Besiberri des de l'Aüt (Imatge amb anotacions)

El pic, de 2.811,9 metres, es troba en la cresta del Massís de Comalestorres, que separa la septentrional Capçalera de Caldes de la meridional Ribera de Caldes. Està situat al sud-est del Portell de Comaloforno i a l'est del Pantà de Cavallers.

## Rutes[2]
- Per la Capçalera de Caldes: Pantà de Cavallers i Pas de l'Ós.
- Per la Vall de Llubriqueto: Barranc de Llubriqueto, Planell de Llubriqueto, Coma de l'Estapiella, Estany de la Llosa, Estanyet de Comaloforno i Portell de Comaloforno.